# Aconitum napellus
Aconitum napellus (L., 1753), comunemente noto come aconito napello, è una pianta erbacea appartenente alla famiglia delle Ranunculaceae, originaria dell'Europa centrale e occidentale, anche se le varie sottospecie presentano areali differenti. È una delle piante più tossiche della flora italiana diffusa nelle zone montagnose delle Alpi.

## Etimologia
Il nome del genere (“Aconitum”) deriva dal greco akòniton (= pianta velenosa). La pianta infatti risulta conosciuta per la sua alta tossicità fin dai tempi dell'antichità omerica. Con questo nome probabilmente veniva indicata una pianta velenosa endemica il cui habitat frequente era tra le rocce ripide di alcune zone della Grecia. Due sono le radici linguistiche che vengono attribuite al nome: (1) akòne (= pietra) in riferimento al suo habitat; (2) koné (= uccidere), facendo ovviamente riferimento alla sua tossicità. Questo nome veniva anche usato come simbolo negativo (maleficio o di vendetta) nella mitologia dei popoli mediterranei.
Il nome del genere sembra derivare anche dall'uso che se ne faceva in guerra: dardi e giavellotti con punte avvelenate.
Plinio ci dice invece che il nome deriva da "Aconae", una località legata alla discesa di Ercole agli inferi (probabilmente vicino a Eraclea).
La pronuncia di questo nome dovrebbe essere (sulle orme di quella latina) /akoˈnito/, ma si trova spesso adoperata la pronuncia "alla greca" /aˈkɔnito/ (confronta, per esempio, D'Annunzio, Undulna (vv.125-128): «Azzurre son l'ombre sul mare/come sparti fiori d'acònito./Il lor tremolio fa tremare/l'Infinito al mio sguardo attonito»).
La pericolosità della pianta era ben presente agli antichi se ancora Plinio la cita come "arsenico vegetale". Si racconta anche che nell'isola di Ceo, gli anziani ormai inutili venivano soppressi con tale veleno. Nel Medioevo l'aconito venne chiamato con diversi nomi: Cappuccio di monaco o Elmo di Giove o Elmo blu, sempre in riferimento alla sommità del fiore. Nel Cinquecento era conosciuto per la sua presunta efficacia contro la puntura di scorpione (Herbal or General History of Plants - Londra 1597).
Il nome della specie (napellus) deriva dal latino per rapa in riferimento alla particolare forma del rizoma.
Il nome comune Strozzalupo deriva dal fatto che alcuni popoli antichi la usavano per avvelenare i lupi e le volpi.
Il binomio scientifico attualmente accettato (Aconitum napellus) è stato proposto da Carl von Linné (1707 –  1778) biologo e scrittore svedese, considerato il padre della moderna classificazione scientifica degli organismi viventi, nella pubblicazione "Species Plantarum" del 1753.

## Descrizione

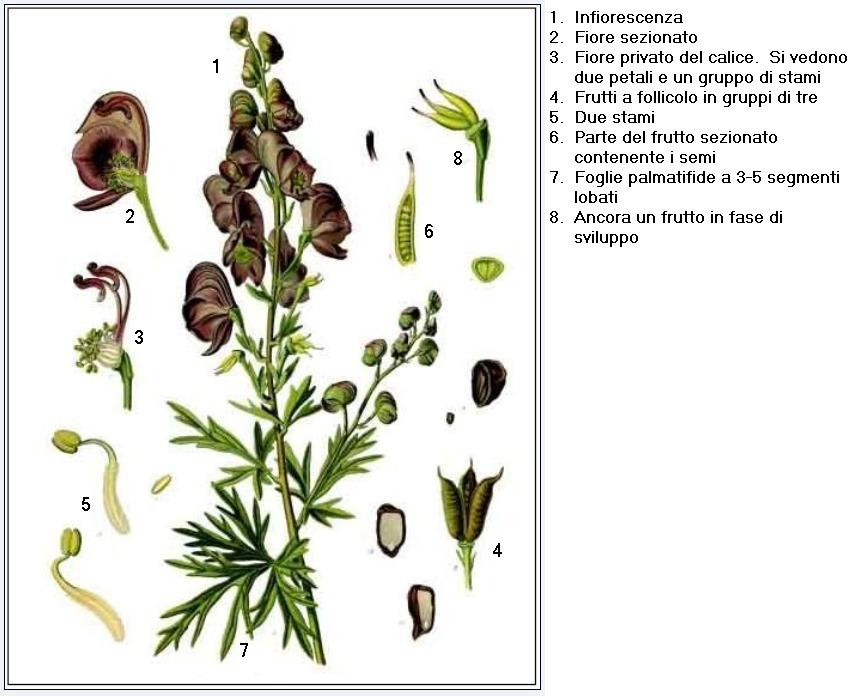
Le parti della pianta con descrizioni

La seguente descrizione va riferita alla specie Aconitum napellus s.l. (per i caratteri peculiari delle sottospecie italiane vedi il paragrafo “Sistematica”).

Sono piante erbacee, perenni la cui altezza può arrivare da 50 fino a 200 cm.  La forma biologica è definita come geofita rizomatosa (G rhiz), ossia sono piante che portano le gemme in posizione sotterranea. Durante la stagione avversa non presentano organi aerei e le gemme si trovano in organi sotterranei come rizomi, un fusto sotterraneo dal quale, ogni anno, si dipartono radici e fusti aerei. La pianta nella parte alta è glandulosa.

### Radici
Le radici sono secondarie da rizoma.

### Fusto
- Parte ipogea: la parte sotterranea del fusto consiste in un rizoma tuberoso a forma conica tipo fittone. Inizialmente di colore pallido quindi col tempo acquista una pellicola marrone e si ramifica in molte radichette laterali. Questa parte del fusto è connessa direttamente allo scapo fiorifero tramite la parte epigea.
- Parte epigea: la parte aerea è eretta, robusta, verde e poco ramosa (normalmente indivisa). È una pianta molto alta per cui il fusto può oltrepassare il metro e mezzo, mentre l'ingombro può arrivare a 50 – 60 cm.

### Foglie

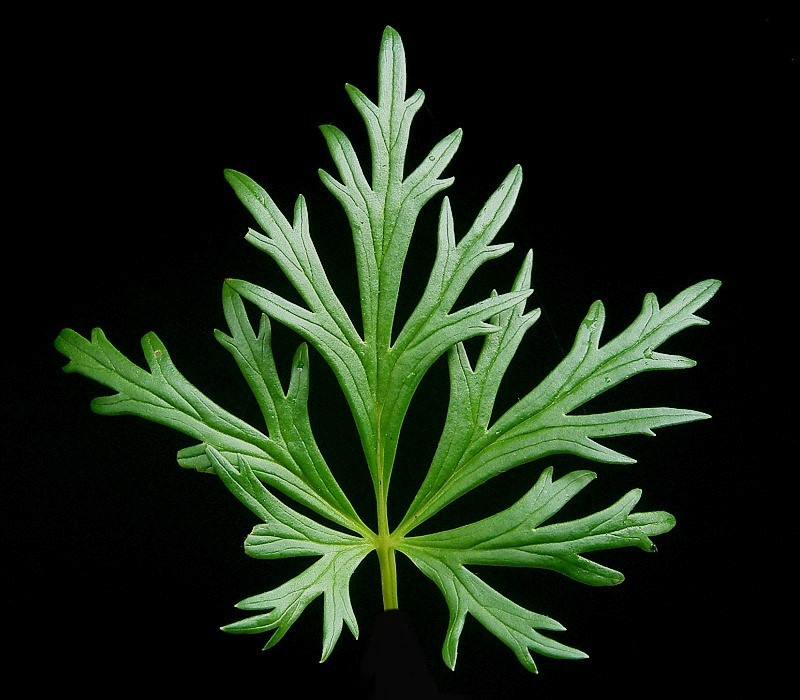
La foglia

- Foglie basali: le foglie basali, di colore verde scuro (lievemente brillante) nella pagina superiore e biancastre in quella inferiore, e con evidenti nervature, sono picciolate. La lamina (foglie 2 – 3 palmato-partite o anche palmatosette), in genere glabra, è pentagonale ed è divisa in 5 (o più – fino a 7) segmenti a forma lanceolata ma a volte sono anche strettamente lineare. Questi segmenti possono essere anche dentati. Lunghezza dei segmenti finali: 10 mm. Dimensioni delle foglie maggiori: larghezza 8 cm; lunghezza 12 cm.
- Foglie cauline: le foglie cauline sono progressivamente più piccole, sessili, con la lamina più profondamente incisa e i lobi più stretti. La disposizione delle foglie lungo il fusto è alterna e spesso in prossimità dell'infiorescenza sono pubescenti.

### Infiorescenza
L'infiorescenza è un racemo terminale simile ad una spiga; alla base è più densa. Alla diramazione dei rami sono presenti delle foglie di tipo bratteale. I fiori sono peduncolati e il peduncolo è più lungo dell'elmo, mentre le brattee sono minori del peduncolo. L'asse dell'infiorescenza si presenta con peli semplici lievemente ricurvi, ma a volte può essere anche glabro. Altezza dell'infiorescenza: 10 – 30 cm.

### Fiore

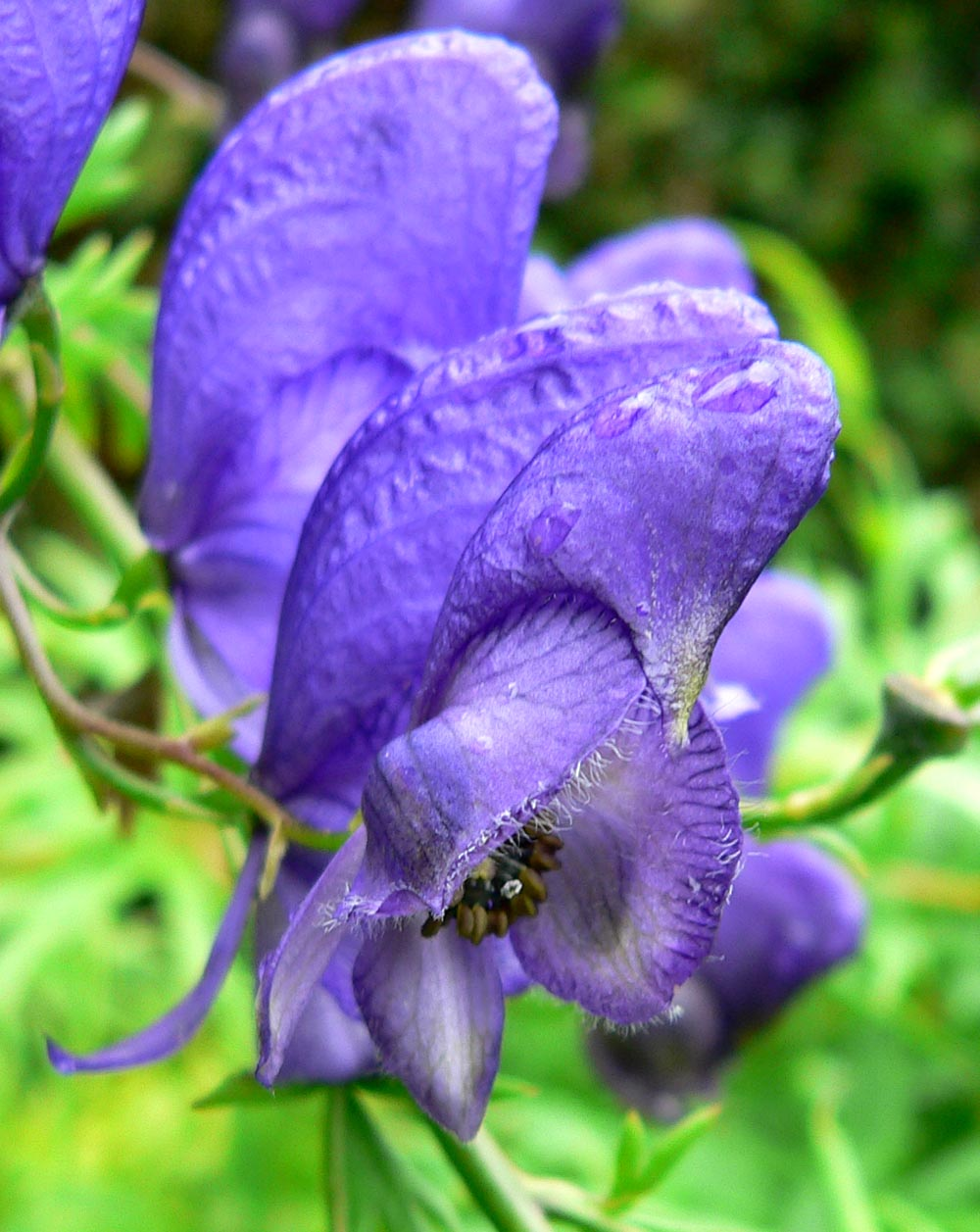
I fiori
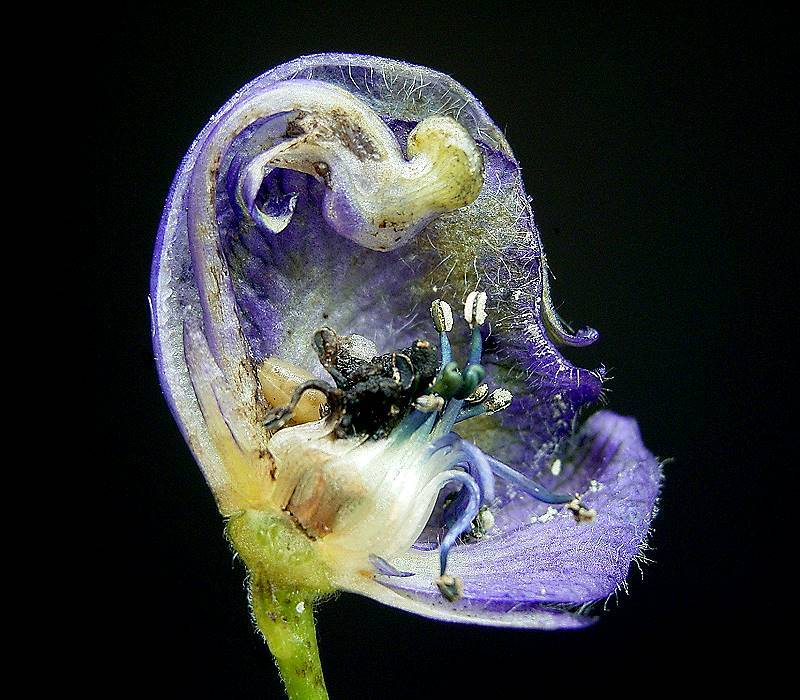
Fiore visto in sezione
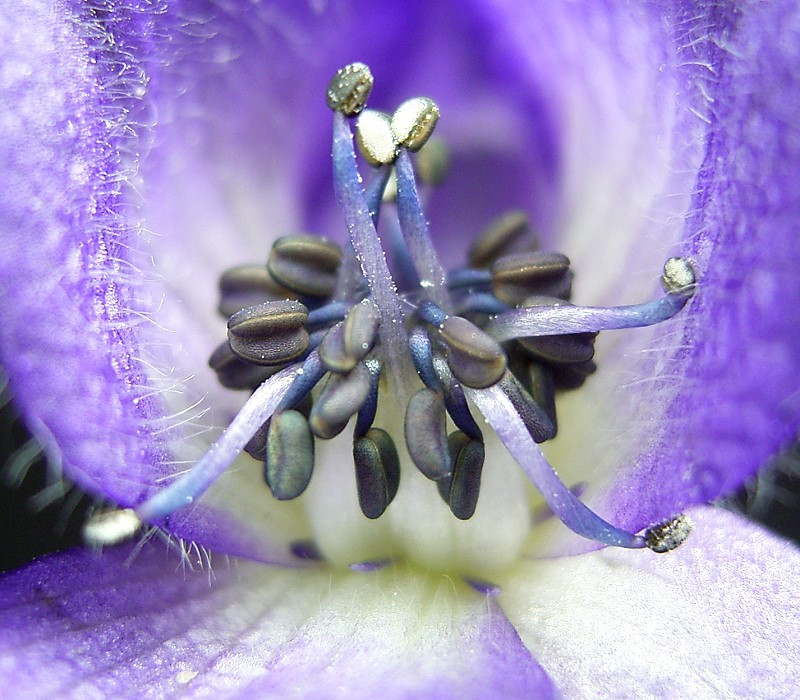
Gli stami
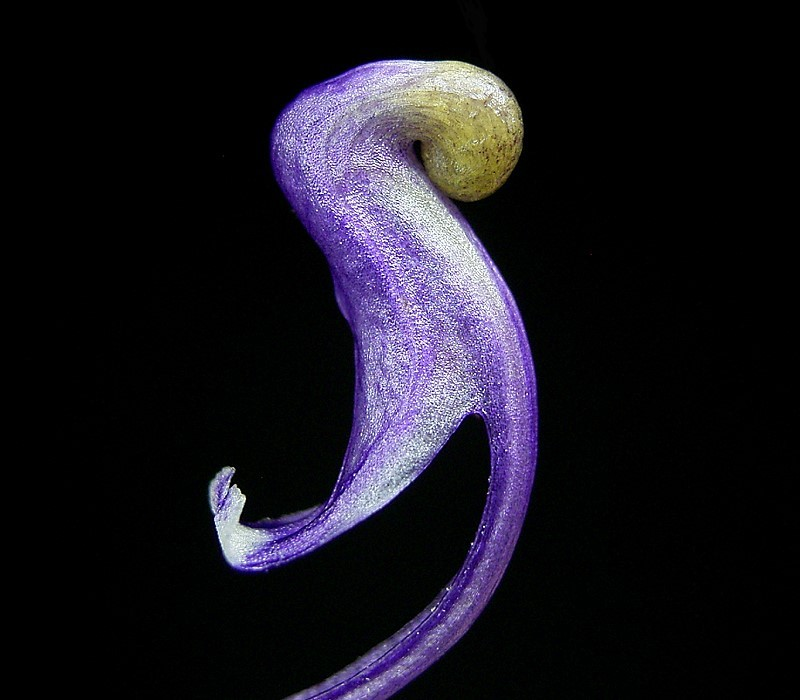
Parte terminale di un petalo nettarifero
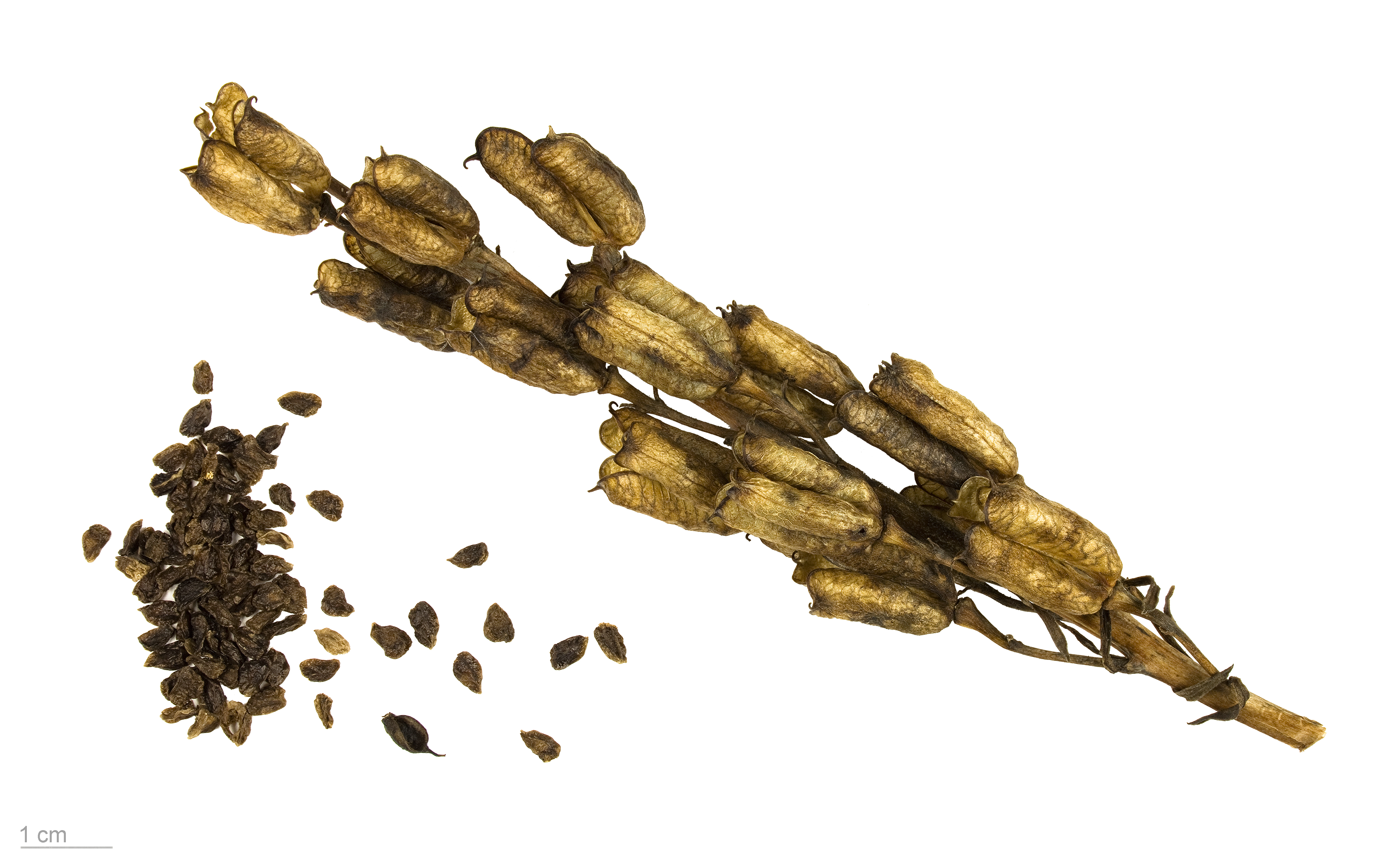
Frutti essiccati e semi

Questi fiori sono considerati fiori arcaici, o perlomeno derivati da fiori più arcaici dalla struttura aciclica. Il perianzio è formato da due verticilli: gli elementi esterni hanno una funzione di protezione e sono chiamati tepali o sepali (la distinzione dei due termini in questo caso è ambigua e quindi soggettiva); quelli interni sono dei nettari (in questo fiore la corolla è praticamente assente). I fiori sono pentameri (a cinque elementi) a simmetria zigomorfa (o bilaterale). Il colore del perianzio è blu intenso – violetto cupo. La forma complessiva è quella di un fiore protetto e chiuso, ma adatto ad attirare le api. I fiori non sono profumati come del resto la maggioranza dei fiori delle specie della famiglia delle Ranunculaceae. Dimensione dei fiori: 20 – 30 mm.
- Formula fiorale: per questa pianta viene indicata la seguente formula fiorale:

x K 5, C 2, A numerosi, G 5 (supero)
- Calice: il calice ha cinque sepali (o tepali) di tipo petaloideo, molto diversi fra loro, di cui il superiore ha la forma di elmo o casco a geometria emisferica con alla base un prolungamento a forma di becco; la superficie dell'elmo può essere pubescente. Degli altri sepali due hanno una disposizione laterale a forma ovale; i due inferiori sono più lineari/lanceolati e canalicolati. I sepali non sono persistenti alla fruttificazione. Dimensioni dell'elmo: altezza 6 – 10 mm; larghezza 15 – 20 mm. Dimensione dei petali laterali: larghezza 9 – 15 mm; lunghezza 10 – 20 mm.
- Corolla: la corolla è praticamente assente; i petali (parte interna del fiore) sono 8 di cui due trasformati in nettari di forma cilindrica incurvati in avanti e terminanti con un uncino per meglio trattenere i vari insetti pronubi; gli altri sono ridotti a delle semplici linguette.
- Androceo: gli stami (scuri) sono numerosi a disposizione spiralata, raccolti nella parte inferiore del fiore. Lunghezza dei nettari: 9 – 10 mm.
- Gineceo: i carpelli (sessili e spiralati) sono 5 (raramente di meno). I pistilli, posizionati al centro degli stami, contengono da 10 a 20 ovuli.
- Fioritura: da giugno – agosto. Della famiglia delle Ranunculaceae l'Aconitum napellus è fra le ultime specie a fiorire in piena Estate.

### Frutti

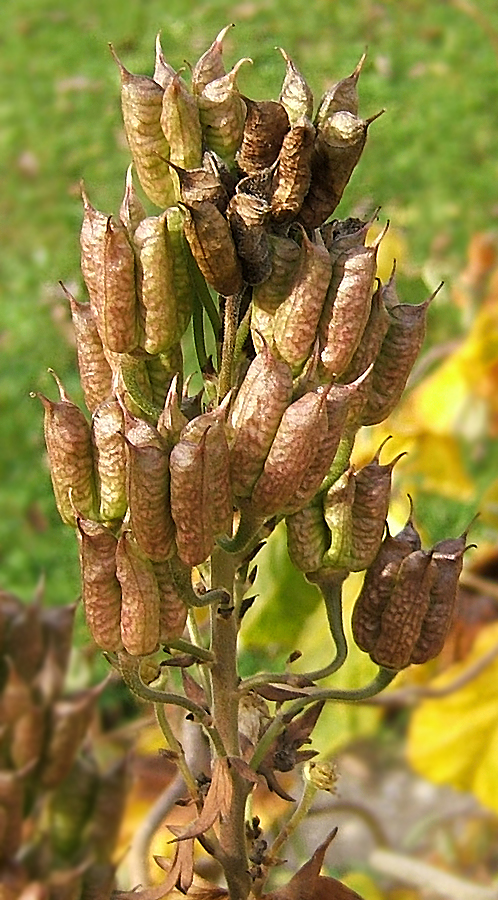
I frutti
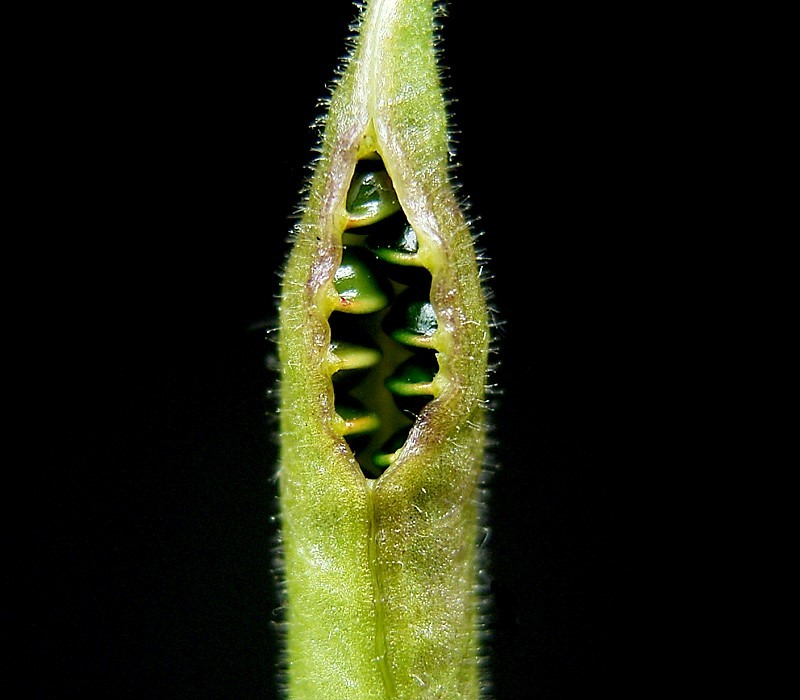
La deiscenza del frutto
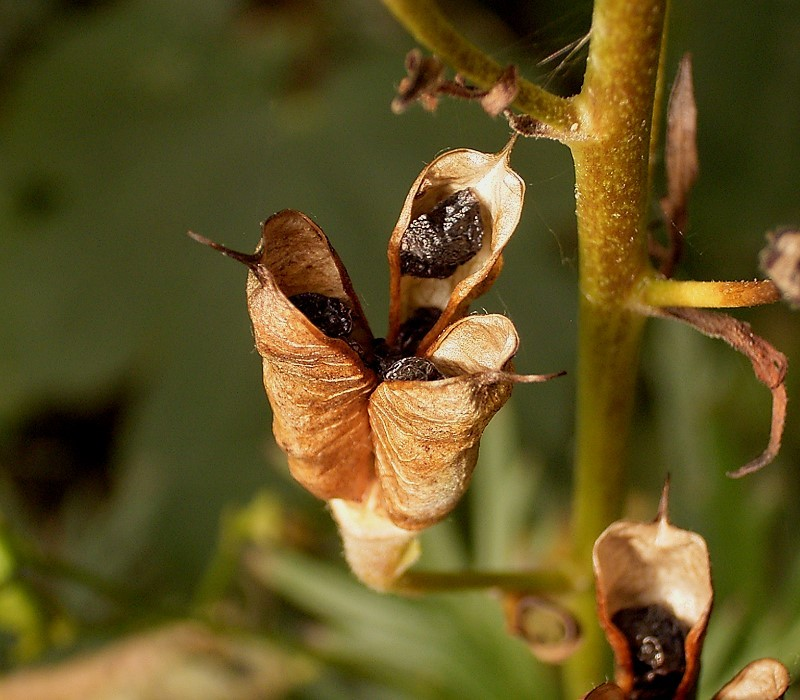
Il frutto con i semi
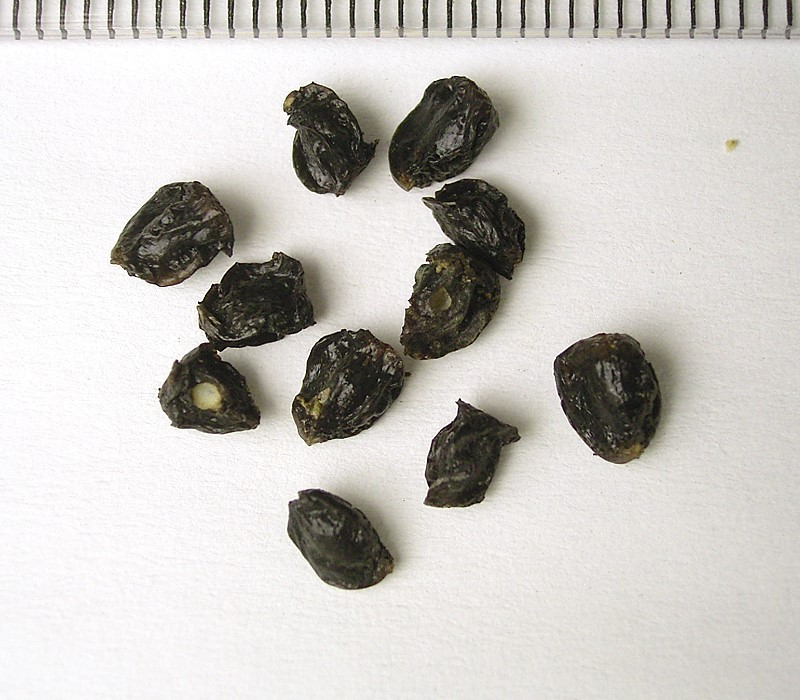
I semi

Il frutto è costituito da un aggregato di 3 (raramente 5) capsule o follicoli glabri, sessili e polispermi (frutto secco sviluppato longitudinalmente con delle fessure per la fuoriuscita dei semi). Ogni follicolo termina con un becco diritto. All'interno del follicolo sono contenuti dei piccoli semi tetraedrici, ma piatti di colore bruno lucido e dalla superficie rugosa. Dimensione dei follicoli: larghezza 5 mm: lunghezza 15 – 20 mm. Dimensione dei semi: 4 mm.

## Riproduzione
- Impollinazione: l'impollinazione è garantita soprattutto da diversi insetti, come api e vespe in quanto sono piante nettarifere (impollinazione entomogama).
- Riproduzione: la fecondazione avviene sia tramite l'impollinazione dei fiori (vedi sopra), ma anche per divisione del piede (propagazione tipicamente orticola).  In particolare la prima riproduzione avviene in primavera tramite i semi (ci vogliono fino a tre anni perché dal seme una pianta incominci a fiorire);  successivamente attraverso la divisione dei tuberi durante la fioritura. Spesso vicino al vecchio tubero si formano dei tubercoli con gemme predisposte a produrre nuove piante l'anno successivo. Ogni anno il tubero principale, che ha dato origine al nuovo fusto, muore.

## Distribuzione e habitat

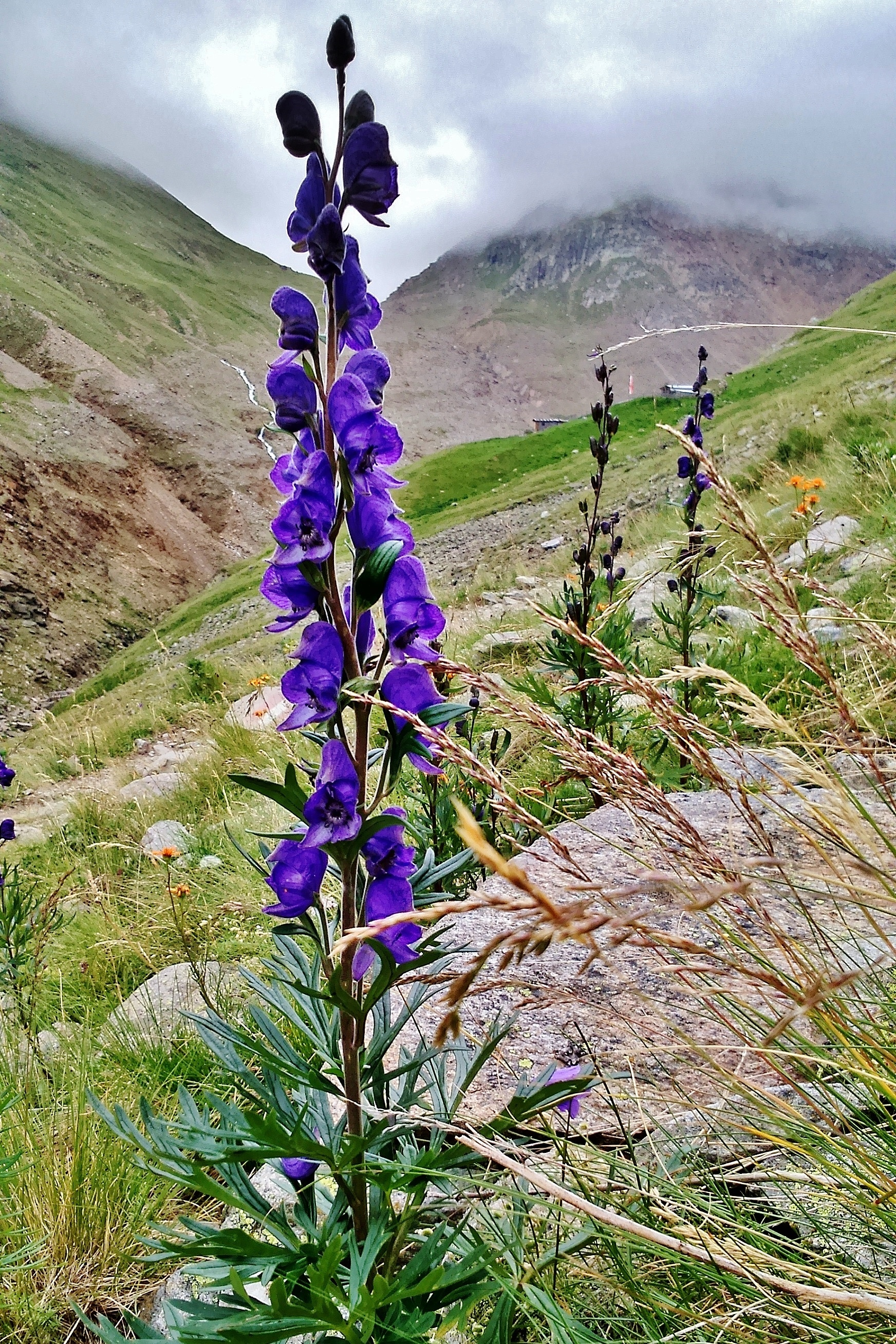
La pianta nel suo ambiente naturale

- Geoelemento: il tipo corologico (area di origine) è Europeo.
- Distribuzione: oltre che in Italia (nelle Alpi è comune) è presente nelle zone montagnose dell'Europa centrale: Carpazi, monti Balcani, Corsica, Pirenei, Gran Bretagna, Scandinavia, ecc. Alcune varietà sono state segnalate negli Urali e nel Caucaso.
- Habitat: in Italia l'habitat tipico di queste piante sono le zone a mezz'ombra nei pascoli alpini e sulle sponde dei torrenti. Frequente è la presenza vicino alle malghe a causa della concimazione naturale del bestiame (questa pianta può essere considerata sinantropa). Sono piante che crescono quasi sempre in gruppi numerosi e preferiscono terreni argillosi – silicei. Il substrato preferito è sia calcareo che siliceo con pH neutro, alti valori nutrizionali del terreno che deve essere umido.
- Distribuzione altitudinale: sui rilievi queste piante si possono trovare dai 500 fino a 2600 m s.l.m.; frequentano quindi i seguenti piani vegetazionali: collinare, montano e subalpino.

## Tassonomia
Il genere Aconitum comprende 250 specie (una dozzina delle quali sono spontanee dei territori italiani) distribuite soprattutto nelle regioni temperate. La famiglia delle Ranunculaceae invece comprende oltre 2000 specie distribuite su circa 47 generi (2500 specie e 58 generi secondo altre fonti).

Da un punto di vista sistematico (e pratico) le specie di questo genere vengono classificate in base al colore e alla forma del fiore. In questo caso il fiore “Aconitum napellus” appartiene al gruppo delle piante vellutate con cappuccio più o meno largo quanto alto e fiori blu.

L'assetto tassonomico di questo aconito ha subito più di una revisione e modifica in questi ultimi decenni. Sandro Pignatti nella “Flora d'Italia” descrive ad esempio quattro sottospecie (vulgare – neomontanum – corsicum – tauricum). Attualmente i testi più aggiornati tendono a raccogliere le molte varietà individuate per questa pianta in un unico taxon con la seguente denominazione: Aconitum napellus L. emend. Skalicky (mentre assegnano ad una specie autonoma la subsp. tauricum).

L'Aconitum napellus inoltre è a capo del Gruppo di A. napellus la cui descrizione generale (Aconitum napellus s.l.) è data nel paragrafo “Descrizione”. Si tratta di un gruppo polimorfo con un assetto tetraploide dei cromosomi e quindi variabile. La variabilità di questa specie si manifesta soprattutto nella forma delle foglie e nelle dimensioni e forma dell'elmo (elementi comunque che non permettono l'individuazione sicura dei vari taxa). Frequentemente si formano gruppi con caratteri intermedi probabilmente di origine ibridogena, ma possono presentarsi anche forme strettamente localizzate geograficamente. La difficoltà maggiore da un punto di vista sistematico si ha in quanto i limiti tra specie e specie (o anche tra sottospecie e sottospecie) sono a volte molto esigui e comunque variabili.

Il numero cromosomico di A. napellus è: 2n = 24, 32.

### Variabilità
Nell'elenco che segue sono indicate alcune sottospecie, varietà e forme (quelle presenti nella flora spontanea italiana sono descritte più avanti). L'elenco può non essere completo e alcuni nominativi sono considerati da altri autori dei sinonimi della specie principale o anche di altre specie:
Sottospecie:
- subsp. castellanum Molero & C. Blanche (1984) (sinonimo della subsp. lusitanicum)
- subsp. compactum (Rchb.) Gàyer (1912) (sinonimo della subsp. vulgare)
- subsp. corsicum W. Seitz (1969) (endemico della Corsica)
- subsp. erminens (Koch) J. Murr (sinonimo della subsp. lusitanicum)
- subsp. firmum (Rchb.) Gàyer (1912) (sinonimo della subsp. hianus – Distribuzione: Europa centrale e orientale)
- subsp. fissurae (Nyár.) W. Seitz (1969) (Distribuzione: Balcani a sud-ovest della Russia)
- subsp. formosum (Rchb.) Gáyer (1912)
- subsp. hianus (Rchb.) Gàyer (1912) (forse presente in Valtellina – Originario dell'Europa centrale)
- subsp. koelleanum (Rchb.) Mucher (1991)
- subsp. lobelianum (Rchb.) Gàyer (inclusa nella subsp. neomontanum)
- subsp. lobelii Mucher (1991)
- subsp. linnaeanum (Gáyer) Dostál (1950) (sinonimo della subsp. lusitanicum)
- subsp. napellus
- subsp. pyramidale (Miller.) Rouy & Fouc. (1839)  (sinonimo della subsp. lusitanicum)
- subsp. skerisorae W. Seitz (sinonimo della subsp. firmum)
- subsp. superbum (Fritsch) W. Seitz (1969) (Distribuzione: Balcani occidentali)
- subsp. tauricum (Wulfen) Gayer (1912) (Sinonimo di Aconitum tauricum - Distribuzione: Alpi orientali, Carpazi meridionali)
- subsp. splendens (Font Quer) Rivas Mart. (2002)

Varietà:
- var. acaule Finet & Gagnep. (1904)
- var. alpinum Regel
- var. giganteum (Dumort. ex Thiélens) J. Duvigneaud (1991)
- var. grignae Gàyer (inclusa nella subsp. vulgare)
- var. bauhini Rchb. (inclusa nella subsp. neomontanum)
- var. babiogorense Zapal.	(1908)
- var. baicalense Regel
- var. carpaticum Maloch (1932)
- var. curvirostre Krylov
- var. cymbulatum Schmalh. (1892)
- var. delphinifolium Ser.
- var. flagellare F. Schmidt (1868)
- var. nanum Baumg. (1816)
- var. polyanthum Finet & Gagnep.	(1904)
- var. refractum Finet & Gagnep. (1904)
- var. rotundifolium (Kar. & Kir.) Hook. f. & Thomson (1855)
- var. semigaleatum (Pall. ex Rchb.) Ser. (1823)
- var. sessiliflorum Finet & Gagnep. (1904)
- var. silesiacum Zapal. (1908)
- var. tatrense Zapal. (1908)
- var. turkestanicum B. Fedtsch. (1904)

Forme:
- fo. abnorme Zapal. (1908)
- fo. albidum (Bernh. ex Rchb.) Gáyer
- fo. amoenum Zapal. (1908)
- fo. babiogorense Zapal. (1908)
- fo. carpaticum Zapal. (1908)
- fo. czarnohorense Zapal. (1908)
- fo. glabratum Zapal. (1908)
- fo. hoverlanum Zapal. (1908)
- fo. latisectum Zapal. (1908)
- fo. puberulum Zapal. (1908)
- fo. rodnense Zapal. (1908)
- fo. subfissum Zapal. (1908)
- fo. subtatrense Zapal. (1908)
- fo. taurericum (Rchb.) Gáyer
- fo. tenuisectum Zapal. (1908)
- fo. turkulense Zapal. (1908)
- fo. vestitum Zapal. (1908)

### Descrizione sottospecie italiane
Tenendo presente le osservazioni esposte sopra (nel paragrafo “Sistematica”), qui vengono descritte sommariamente le due sottospecie presenti in Italia allo stato spontaneo:

#### Sottospecievulgare

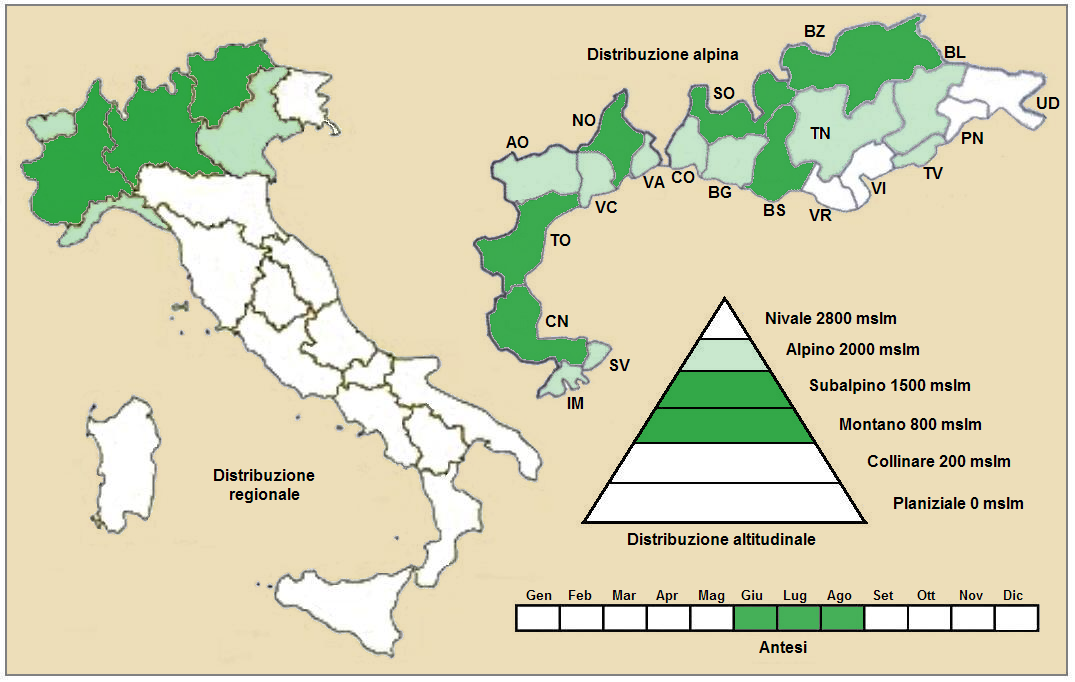
Aconitum napellus subsp. vulgare - Distribuzione della pianta

- Denominazione scientifica: Aconitum napellus L. subsp. vulgare Rouy & Fouc.
- Dimensioni: le dimensioni di questo aconito variano da 20 a 170 cm.
- Foglie: i segmenti delle foglie sono a forma lineare larghi 1 – 2 mm. Il segmento di mezzo è inciso a sua volta fino a 5/7 della lunghezza.
- Infiorescenza: l'infiorescenza normalmente è semplice, tuttalpiù sono presenti alcuni brevi rami nella parte basale.
- Geoelemento: il tipo corologico (area di origine) è Orofita - Sud Est Europeo/Caucasico.
- Distribuzione: è comune nelle Alpi dalla Valle d'Aosta fino al Trentino-Alto Adige e in qualche areale degli Appennini. Sempre sulle Alpi ma fuori dall'Italia si trova in alcune zone delle Alpi francesi (dipartimenti di Alpes-Maritimes, Drôme, Isère, Savoia e Alta Savoia), della Svizzera (cantoni Berna, Vallese, Ticino e Grigioni), dell'Austria (Länder del Vorarlberg, Tirolo Settentrionale e Tirolo Orientale).  Sugli altri rilievi europei si trova nei Vosgi, Massiccio del Giura, Massiccio Centrale, Pirenei.
- Distribuzione altitudinale: il “napello volgare” vegeta a quote leggermente più alte rispetto al neomontanum.
- Fitosociologia: dal punto di vista fitosociologico la specie di questa voce appartiene alla seguente comunità vegetale[13]:

Formazione: delle comunità perenni nitrofile
Classe: Artemisietea vulgaris
Ordine: Rumicetalia alpini
Alleanza: Rumicion alpini

#### Sottospecieneomontanum

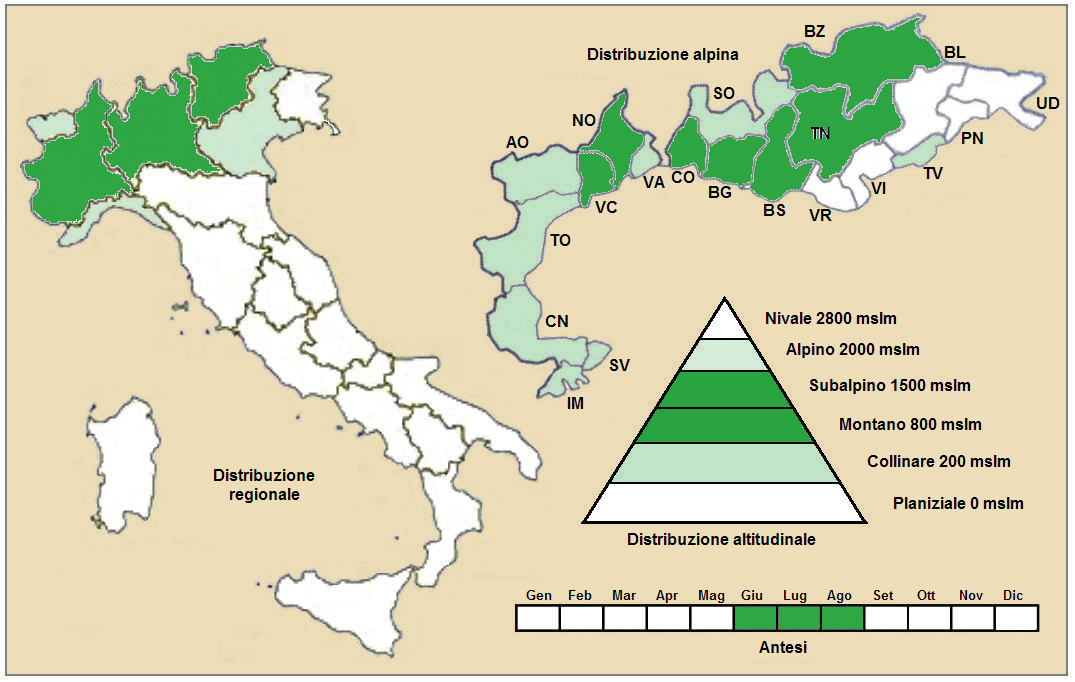
Aconitum napellus subsp. neomontanum - Distribuzione della pianta

- Denominazione scientifica: Aconitum napellus L. subsp. neomontanum (Wulfen)  Gàyer (in Pignatti[11]) - Aconitum napellus L. subsp. lusitanicum Rouy (1884) (in Flora Alpina[14] e accettato nella Checklist dei Royal Botanic Garden Edinburgh[15])
- Dimensioni: in Italia è l'aconito più alto e arriva fino a 200 cm.
- Foglie: i segmenti delle foglie sono a forma lineare larghi oltre a 3 mm. Il segmento di mezzo è inciso a sua volta fino a 2/3 della lunghezza.
- Infiorescenza: l'infiorescenza è ramosa.
- Geoelemento: il tipo corologico (area di origine) è Orofita - Europeo.
- Distribuzione: è una pianta rara e si trova dal Piemonte (Biella) fino al Trentino (Val di Rabbi). Sempre sulle Alpi ma fuori dall'Italia si trova in alcune zone delle Alpi francesi (dipartimento di Isère), della Svizzera (cantone Berna), dell'Austria (Länder del Tirolo Settentrionale, Salisburgo, Stiria, Austria Superiore, Austria Inferiore) e Slovenia. Sugli altri rilievi europei si trova nella Foresta Nera e nel Massiccio del Giura.
- Fitosociologia: dal punto di vista fitosociologico la specie di questa voce appartiene alla seguente comunità vegetale[13]:

Formazione: delle comunità delle macro- e megaforbie terrestri
Classe: Mulgedio-Aconitetea
Ordine: Calamagrostietalia villosae
Alleanza: Adenostylion

### Ibridi
La pianta di questa voce può facilmente ibridarsi con altri aconiti. Nell'elenco seguente sono indicati alcuni ibridi interspecifici:
- Aconitum × bavaricum Starm. (2001) - Ibrido con Aconitum plicatum Koehler ex Rchb.
- Aconitum × cammarum L. (1762) – Ibrido con Aconitum variegatum
- Aconitum × teppneri Mucher ex Starm. (2001) - Ibrido con Aconitum tauricum Wulfen
- Aconitum × zahlbruckneri Gáyer (1909) - Ibrido tra A. napellus subsp. vulgare e Aconitum variegatum

### Sinonimi
Questa entità ha avuto nel tempo diverse nomenclature. L'elenco seguente indica alcuni tra i sinonimi più frequenti:
- Aconitum anglicum Stapf (1926)
- Aconitum angustifolium Bernh. ex Rchb. (attualmente è considerata una specie autonoma[9])
- Aconitum bauhinii (Reichenb.) Gáyer (1909) (sinonimo della subsp. lusitanicum)
- Aconitum callibotryon Rchb.  (sinonimo della subsp. hianus)
- Aconitum capciriense (Jeanb. & Timb.-Lagr.) Gáyer (1909) (sinonimo della subsp. vulgare)
- Aconitum coeruleum Moris
- Aconitum compactum (Reichenb.) Gáyer (1909) (sinonimo della subsp. vulgare)
- Aconitum corsicum Gayer (1909) (sinonimo della subsp. corsicum)
- Aconitum elatum Salisb. (1796)
- Aconitum eustachyum Rchb. (sinonimo della subsp. tauricum)
- Aconitum firmum Rchb. (sinonimo della subsp. firmum)
- Aconitum flerovii Steinb. (sinonimo della subsp. fissurae)
- Aconitum formosum Rchb.
- Aconitum humile Delarbre (1800), non Salisb. (sinonimo della subsp. vulgare)
- Aconitum latemarense Degen & Gáyer  (sinonimo della subsp. tauricum)
- Aconitum linnaeanum Gayer (1909) (sinonimo della subsp. lusitanicum)
- Aconitum lobelianum Rchb.
- Aconitum meyeri Reichenb. (1819) (sinonimo della subsp. lusitanicum)
- Aconitum neomontanum Koelle (sinonimo della subsp. lusitanicum)
- Aconitum neuburgense DC. (1817)
- Aconitum occidentale Timb.-Lagr. Fil. (1880) (sinonimo della subsp. vulgare)
- Aconitum pyramidale Mill.
- Aconitum pyramidatum Wenderoth (1831)   (sinonimo della subsp. lusitanicum)
- Aconitum romanicum Wol.  (sinonimo della subsp. fissurae)
- Aconitum skerisorae Gayer (sinonimo della subsp. firmum)
- Aconitum strictum Bernh. ex DC.
- Aconitum superbum Fritsch
- Aconitum tauricum Wulfen s. l. (sinonimo della subsp. tauricum, ma attualmente considerata una specie autonoma[9])
- Aconitum vulgare DC. (1817)
- Aconitum willemetianum Delarbre (1800) (sinonimo della subsp. vulgare)
- Napellus vulgaris Clus.

### Specie simili
Gli aconiti sono fiori di facile identificazione rispetto ad altri generi;  più difficile è distinguere tra di loro le varie specie di aconito specialmente quelle di colore blu-violetto. Il casco (o elmo) insieme all'infiorescenza sono le parti più utili per distinguere le varie specie.
| Specie              | Elmo       | Infiorescenza    |
| ------------------- | ---------- | ---------------- |
| Aconitum degeni     | 16 x 15 mm | Pannocchia lassa |
| Aconitum napellus   | 8 x 18 mm  | Spiga            |
| Aconitum variegatum | 20 x 15 mm | Pannocchia densa |

## Usi

### Farmacia
L'intera pianta (foglia, pianta erbacea, radice e tubero) è nell'elenco degli ingredienti vietati negli integratori alimentari del Ministero della Salute e non deve pertanto essere utilizzata. Si consiglia di non toccare la pianta a mani nude in quanto è tossica anche per contatto con la pelle e sono stati segnalati casi mortali.

### Tossicità
L'ingestione accidentale di aconito provoca numerosi disturbi anche gravi: senso di angoscia, perdita di sensibilità, rallentamento della respirazione, indebolimento cardiaco, formicolìo al viso, sensazione che la pelle del viso si ritiri, ronzio alle orecchie, disturbi della vista, contrazione della gola che può provocare la morte per asfissia. Sono sufficienti quantità di aconitina anche inferiori a 6 mg per causare la morte di un uomo adulto. L'azione dell'aconitina si localizza immediatamente al midollo, aumentando in un primo momento la motilità ma determinando, in maniera improvvisa e spesso letale, la paralisi dei nervi motori, sensitivi e secretori. Per questo motivo questa pianta era spesso usata, specialmente dai Galli e dai Germani, per motivi militari. Infatti avvelenavano con essa le punte di frecce e lance prima del combattimento.
Sono stati segnalati fenomeni irritativi locali (con principio di intossicazione) solo tenendo un mazzo di questa pianta nelle mani in quanto attraverso la pelle possono essere assorbiti i principi attivi velenosi della aconitina. È comunque da rilevare che la velenosità delle foglie è inferiore a quella dei tubercoli.

### Giardinaggio
Queste piante vengono soprattutto coltivate come fiori ornamentali grazie all'elegante contrasto tra i fiori e il ricco e decorativo fogliame. Sono piante rustiche (di facile impianto e mantenimento) e si adattano a qualsiasi tipo di terreno. Superano facilmente i rigori dell'inverno.

## Nel folclore e nella cultura di massa
L'aconito è noto anche come "strozza lupi", perché un tempo utilizzato per l'uccisione di tali animali. E, forse, proprio questo suo particolare impiego ha influenzato il folclore prima e la cinematografia di genere poi, quale rimedio alla licantropia. Ne è esempio la trama della pellicola canadese Ginger Snaps  e del sequel Ginger Snaps II .  
Nel romanzo giallo "Il passato è un morto senza cadavere" di Antonio Manzini, si fa riferimento allo 'strozzalupi' perché il vicequestore Rocco Schiavone trova questa pianta sulla tomba della vittima.

## Galleria d'immagini

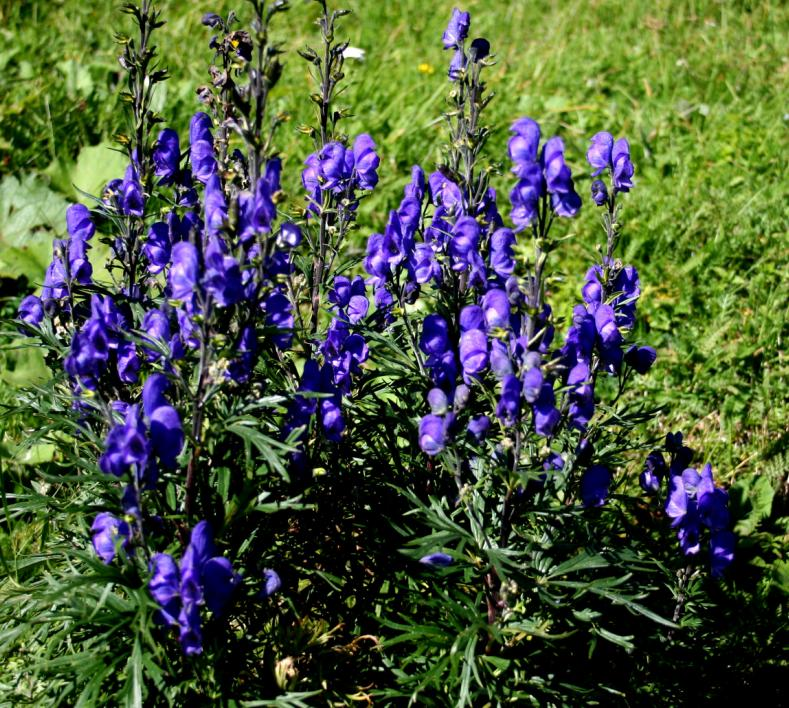
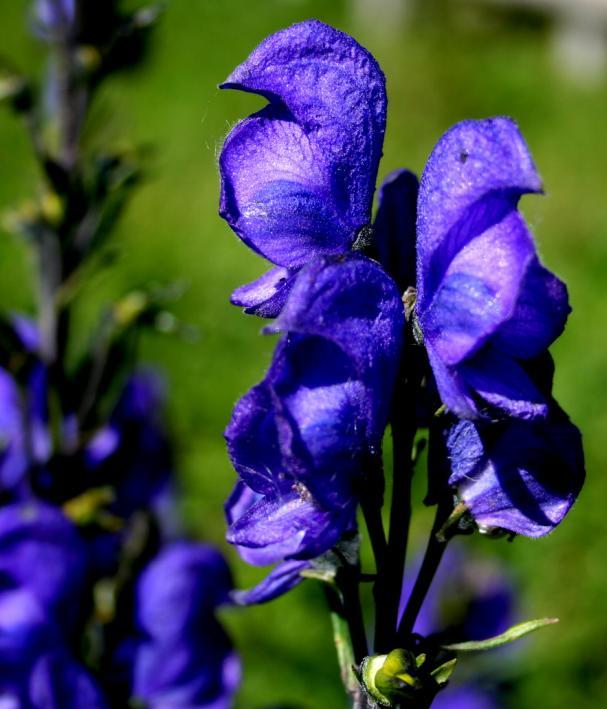
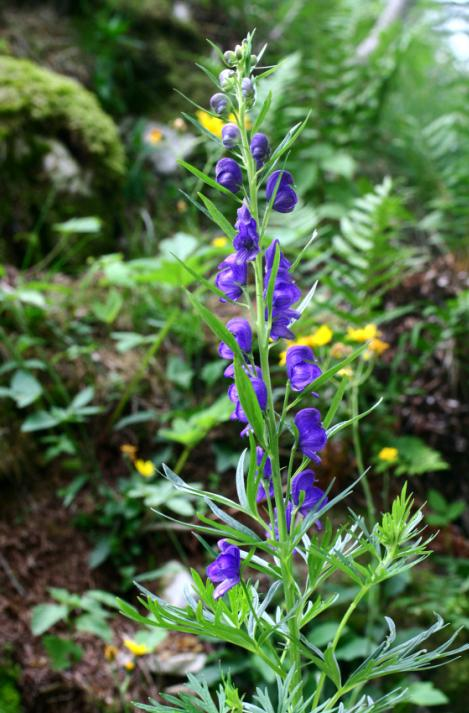
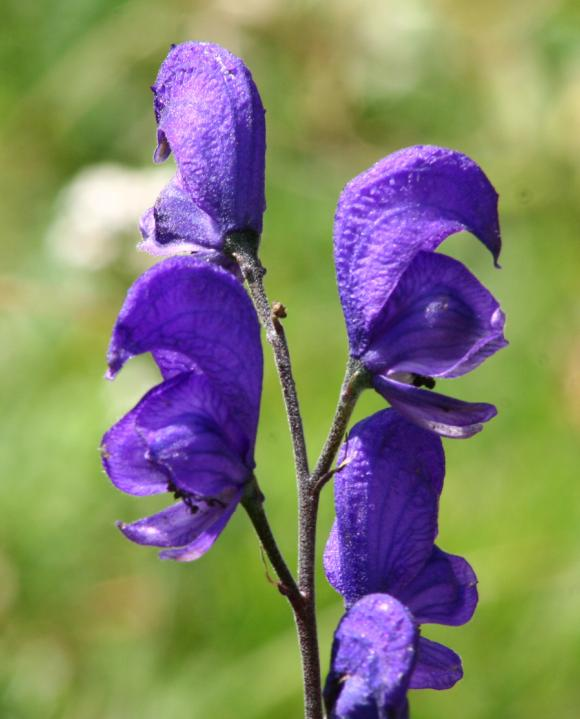